# 家維邨

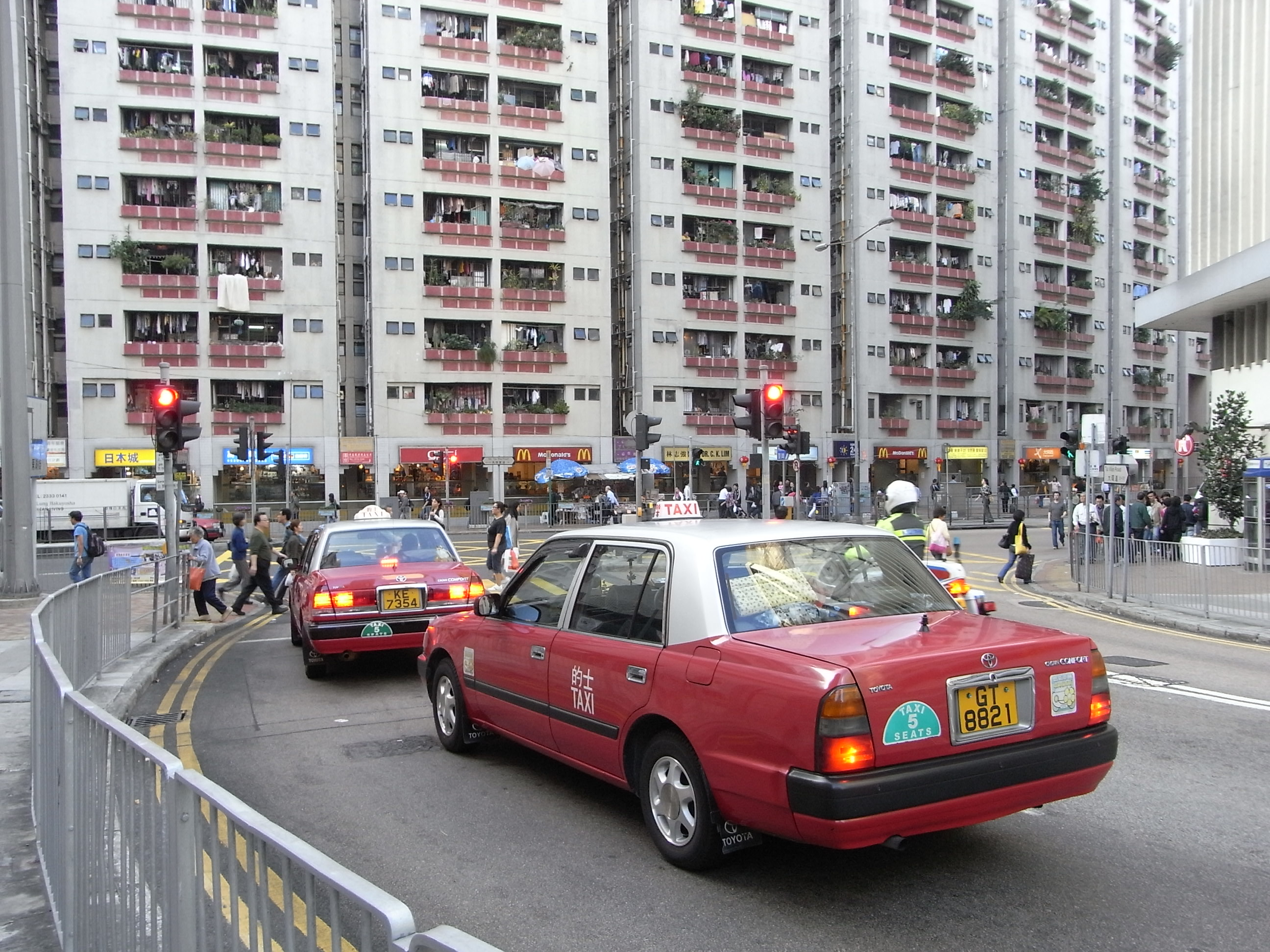
家維邨商場

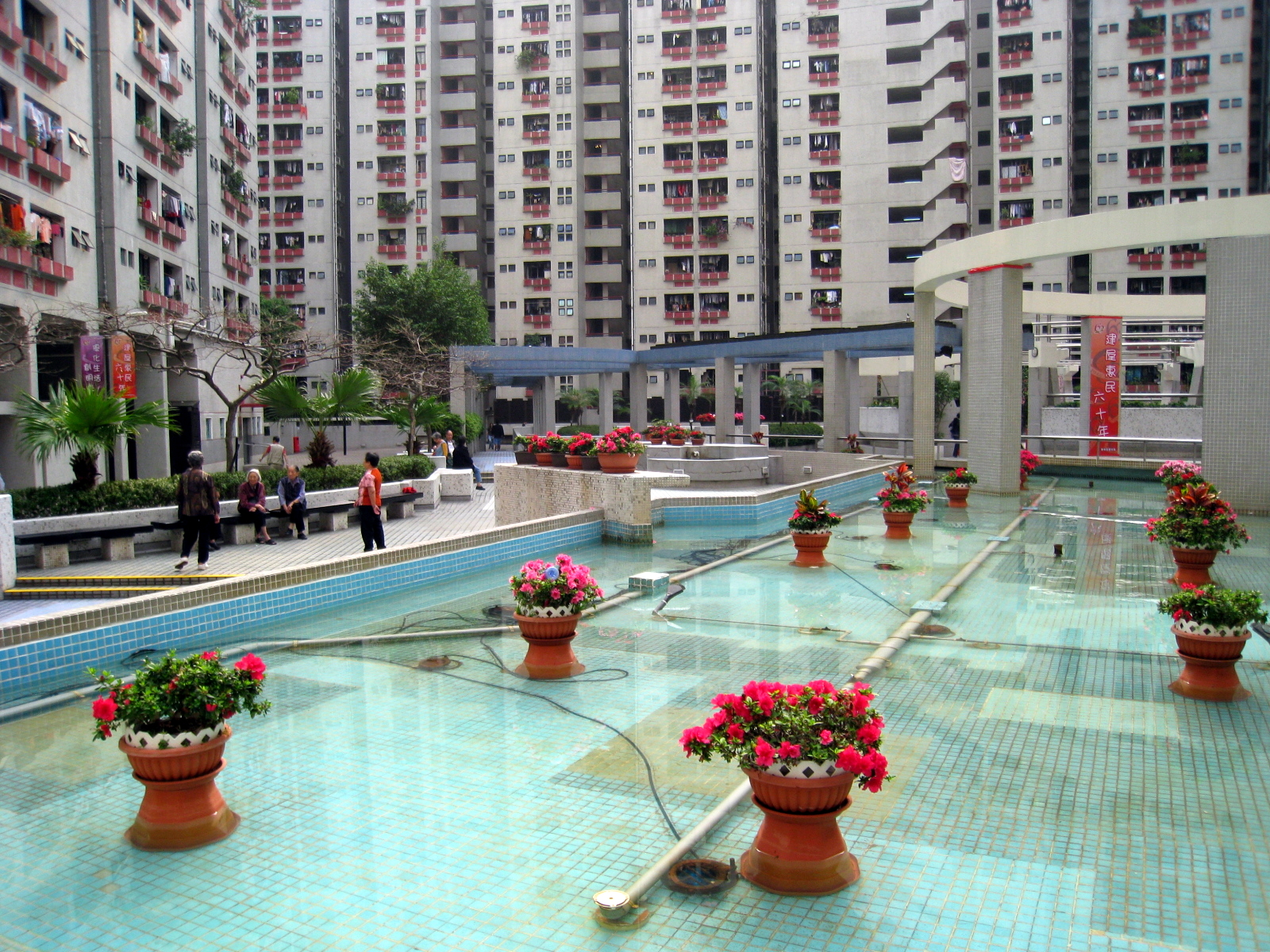
家維邨內園

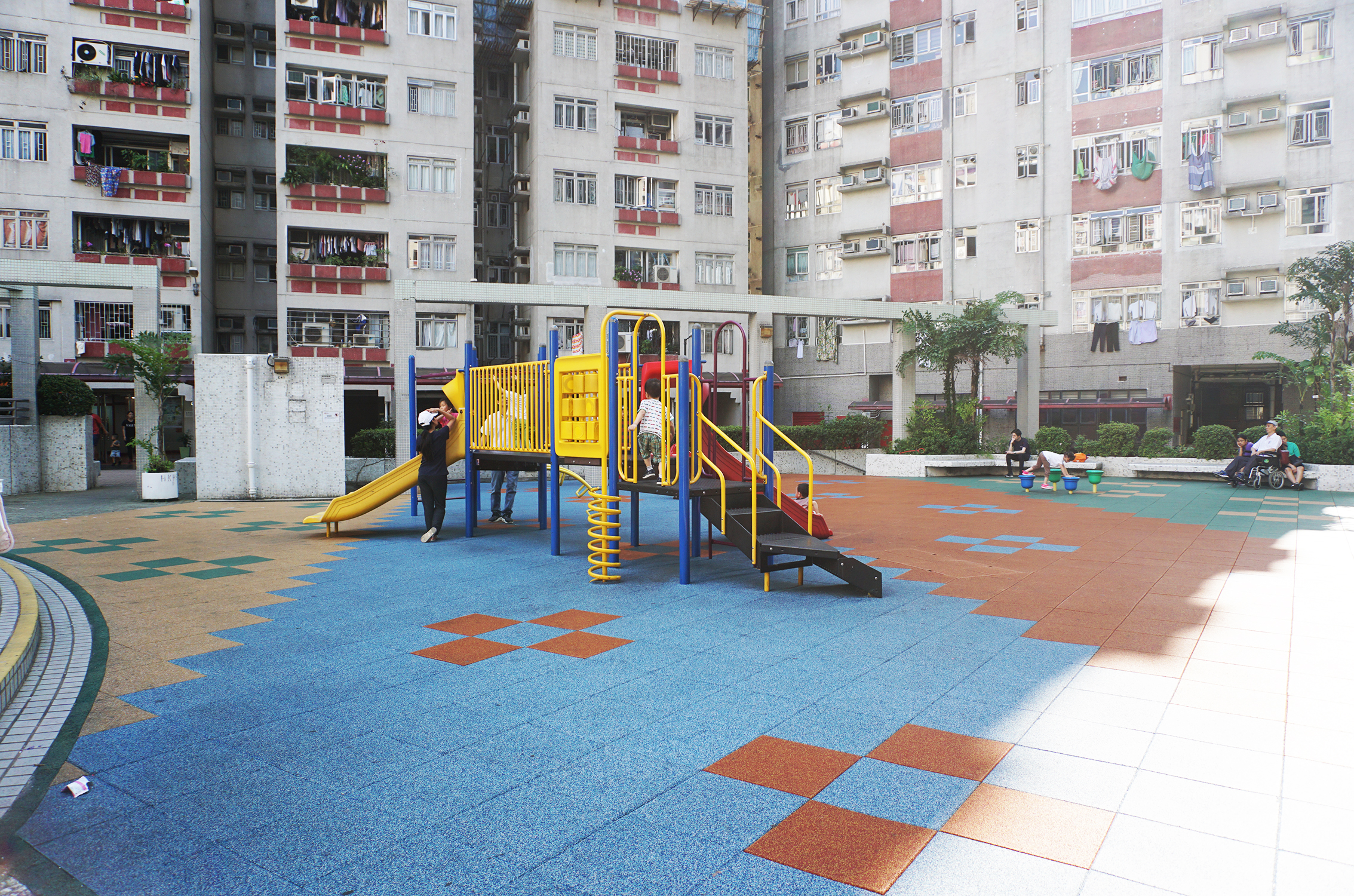
兒童遊樂場

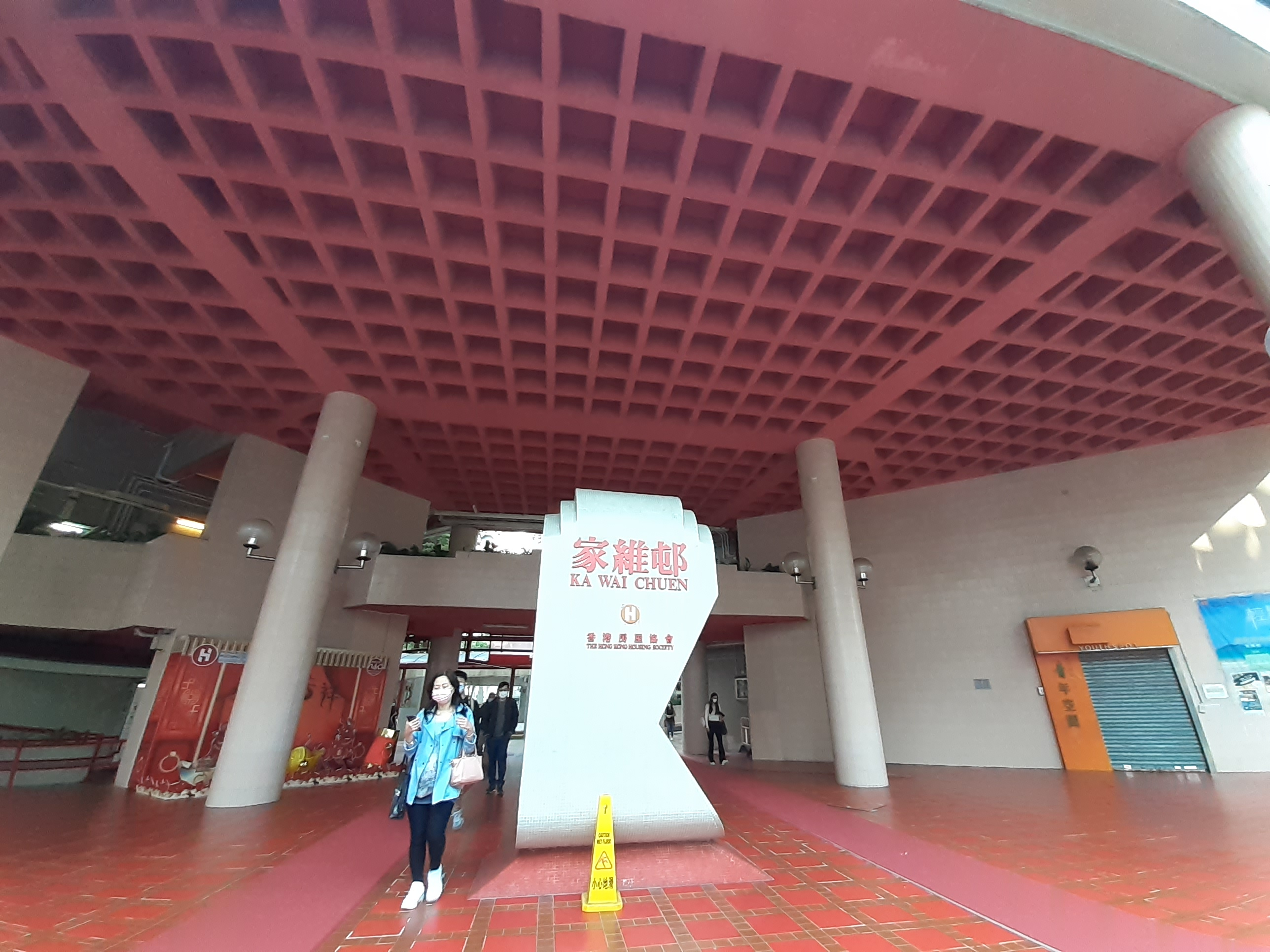
家維邨牌坊

家維邨（英語：Ka Wai Chuen）是香港的一個房協綜合性屋邨，包括了甲類出租屋邨及住宅發售計劃樓宇，由香港房屋協會發展及管理，由何顯毅建築工程師樓、地產發展顧問設計。位於九龍紅磡佛光街1A-7號、馬頭圍道44-48號、差館里8-12號。邨名取自香港房屋協會創辦人之一張有權的筆名「家維」。

## 屋邨歷史

### 紅磡三約及大環（石屋區，1955年以前）
1955年前很多石屋興建紅磡約（紅磡三約中的一約） 及大環區，原址規劃成紅磡邨（現時的家維邨）、大環山邨（現時的紅磡邨），在現時家維邨OK便利店差館里方向的中電變電站仍以紅磡邨稱呼家維邨。

### 紅磡邨（1955-1980年代）
1950年代紅磡是船塢和青州英泥廠的所在地。為解決大量工人和水手的住宿問題，紅磡村部份清拆，清拆部份便發展成紅磡邨。當時的紅磡邨共有9座，每座只有6層，當時各以A至I座命名。當時紅磡邨內有富中國特色的涼亭。
隨著紅磡於1980年代的發展，船塢亦關閉，屋邨土地顯得浪費，1981年，房協以「土地浪費」為理由，故決定把紅磡邨分成四階段重建。1983年率先清拆D座，以進行第一期重建，隨即，第一期重建計劃的大廈（即現今的家禮樓舊翼部份）在D座舊址的東北面空地處於同年開始進行，並於1984年10月落成，但由於當時因尚未更名為「家維邨」，所以重建後的第一座新廈名稱仍然名為「D座」；其後於1987年3月清拆A座和H座進行第2期重建，同樣地，重建後不久的家興樓（第四座）、家邦樓（第5座）和於回歸前後納入家邦樓的家豐樓（第6座）仍復命名分別為「A座」和「H座」；1990年2月，與家禮樓相連著的未命名大廈在D座舊址的重建工程完成，由於此大廈與早前於1984年興建的家禮樓相連，所以納入為家禮樓，成為家禮樓的新翼部份。紅磡邨正式更名為家維邨（大環山邨同時轉用了「紅磡邨」的名字），而第三期重建計劃也於同年進行，分別於當時的B座、最舊的C座、E座和I座重建成家廉樓（第3座）、家義樓（第2座）和出售部份的家榮樓（第10座），I座原址現改建成家維邨中央公園的東面部份。

### 家維邨（1984-）
家維邨最早1期於1984年落成，其餘各期分別於1987年、1990年和1993年完成。采用分期原地拆迁，分期原邨安置的手法。这种原地拆迁及所有原居民得以原地安置的模式受到所有持份者的欢迎，可以说是所有市区重建项目中难得见到的。
早期较多罪案发生，受中国传统的围村和欧洲城堡的启发，设计为只有三个有保安管理的出入口的围护式建筑。此設計卻減少附近社區的天然光及鮮風流通，為「屏風樓」的早期例子。
家维邨是由公屋和居屋围合而成的，加上商铺、青年及老人中心、幼稚园及其它娱乐设施。建筑物本身形成天然围墙，一改香港以往很多屋邨楼梯和电梯大堂外向铺排让贼匪犯案后容易逃脱之弊，所有楼梯和电梯只能内向通往中央公园。
家维邨半地下式的停车场做到人车分流，屋邨内没有马路。
紅磡邨於1990年的第3期重建計劃更名為家維邨，取名為家維邨是為了紀念房協創辦人張有權先生而使用了其筆名。最後一期重建於1993年2月正式重建完成。各座分別命名為家禮樓（1座）、家義樓（2座）、家廉樓（3座）、家興樓（4座）、家邦樓（5座）和家豐樓（6座）（家豐樓在回歸前已納入家邦樓內）、家盛樓（7座）、家安樓（8座）、家定樓（9座）和家榮樓（10座），而其中1-6座為「甲類出租屋邨」出租部份，7-10座為「住宅發售計劃」出售部份。第三期的「住宅發售計劃」部份家榮樓（10座）於1990年落成。第四期的「住宅發售計劃」部份（即家盛樓、家安樓及家定樓）於1993年落成，雖當時的啟德機場尚未遷出，但因靠近採石山，地勢較出租部份略高，並且剛剛在當時的啟德機場高度限制圈範圍以外，所以建築師把剩餘的容積率及可建樓面面積撥到第四期並將其用盡。
由於家維邨出租部份（包括出售部份的家榮樓）在當時的啟德機場高度限制圈內，所以家維邨所有出租座數的最頂兩層（15和16樓）設為升降機機房，均沒有升降機直達，居民須乘升降機至14樓再行走1層或2層樓梯才可到達15和16樓。
各座的大堂大小相距也很大，當中出租部份，家禮樓設施及大堂均比其餘各座大。導致這原因，相信是因為家禮樓分兩部份興建，且它是第一座重建落成，政府為吸引未受重建的家維邨之居民儘快遷到重建後的地方，故以此政策吸引居民入住。
家維邨重建後開設了小型的購物商場，有快餐店，超級市場，藥材店等。
另外，1993年重建完成時，家維邨也把近家盛樓的位置租予保良局開設幼稚園，該幼稚園於區議會選舉時，更是家維選區的投票站。
重建後，家榮樓地底下開設了停車場，方便了駕駛車輛的居民。
2005年，家維邨出租部份大堂翻新完成，每座加設密碼鎖，增加彩色閉路電視及保安員電子簽到系統，保安方面明顯加強。
2021年2月，紅磡家維邨再現個案。

### 紅磡邨（1990-）
現時的紅磡邨，前身為大環山邨，1990年改名為紅磡邨，1995年開始重建，由香港房屋委員會管理。此紅磡邨的位置位於衞環里及戴亞街，即實質位於家維邨的對面。

## 出租屋邨單位

### 「甲類出租屋邨」部份
各出租單位面積界乎於183至626 sq ft（17.0至58.2 m2）之間，是九龍城區平均單位面積最大的出租屋邨。各座出租大廈的一樓都是用作給年長者租住的小型單位。從邨外的露台大小也可以簡單看到，家維邨出租單位面積有分為五種類型：小型（一格）、普通型（三格）、大型（四格）和超大型（五格，廚房的窗口比正常單位大兩倍），當中的小單位主要集中於家義樓和家邦樓，而較大的單位集中於家禮樓和家廉樓。家維邨最小的出租單位（不計年長者居住單位）是家廉樓各層的02室。所有出租單位均設露台，其中露台的鐵欄是不能拆除的。
直至2010年4月，家維邨出租單位部份的租金為港幣1205至2683元不等，以房協的甲類出租屋邨而言，租金平均價錢為九龍區第2高，九龍城區內最高。

## 屋邨資料

### 樓宇
| 樓宇名稱（座號）                      | 門牌號碼     | 落成年份                      | 層數 | 每層伙數                                | 單位總數（伙） | 建築師                         | 承建商   | 提供升降機的廠商 |
| ------------------------------------- | ------------ | ----------------------------- | ---- | --------------------------------------- | -------------- | ------------------------------ | -------- | ---------------- |
| 家禮樓（第1座）                       | 差館里8號    | 1984年（舊翼） 1990年（新翼） | 16   | 18（1樓） 23（2-15樓） 19（16樓）       | 358            | 何顯毅建築工程師樓地產發展顧問 | （不詳） | 迅達             |
| 家義樓（第2座）                       | 馬頭圍道44號 | 1990年                        | 16   | 18（1-15樓） 13（16樓）                 | 283            | 何顯毅建築工程師樓地產發展顧問 | （不詳） | 富士達/日立      |
| 家廉樓（第3座）                       | 馬頭圍道46號 | 1990年                        | 16   | 22（1-15樓） 16（16樓）                 | 346            | 何顯毅建築工程師樓地產發展顧問 | （不詳） | 富士達/日立      |
| 家興樓（第4座）                       | 馬頭圍道48號 | 1987年                        | 16   | 14（1樓及3-5樓） 13（2樓） 19（6-15樓） | 275            | 何顯毅建築工程師樓地產發展顧問 | 新豪建築 | 富士達/日立      |
| 家邦樓（第5座） 及前家豐樓（前第6座） | 佛光街1A號   | 1987年                        | 16   | 11（1樓） 27（2-15樓） 25（16樓）       | 414            | 何顯毅建築工程師樓地產發展顧問 | 新豪建築 | 富士達/日立      |
| 家盛樓（第7座）                       | 佛光街3號    | 1993年                        | 29   | 8（1-29樓）                             | 232            | 何顯毅建築工程師樓地產發展顧問 | 有利建築 | 富士達/日立      |
| 家安樓（第8座）                       | 佛光街5號    | 1993年                        | 29   | 8（1-29樓）                             | 232            | 何顯毅建築工程師樓地產發展顧問 | 有利建築 | 富士達/日立      |
| 家定樓（第9座）                       | 佛光街7號    | 1993年                        | 29   | 6（1-29樓）                             | 174            | 何顯毅建築工程師樓地產發展顧問 | 有利建築 | 富士達/日立      |
| 家榮樓（第10座）                      | 差館里12號   | 1990年                        | 16   | 16（1-15樓） 14（16樓）                 | 254            | 何顯毅建築工程師樓地產發展顧問 | （不詳） | 富士達/日立      |

### 出租單位面積及編配標準
| 單位款式   | 編配標凖  | 室內樓面面積                    |
| 年長者單位 | 1-2人     | 17至38.3 m2（183至412 sq ft）   |
| 2人單位    | 1-2人     | 17至23.2 m2（183至250 sq ft）   |
| 4人單位    | 2-4人     | 26.2至31.5 m2（282至339 sq ft） |
| 5人單位    | 4-5人     | 31.7至36 m2（341至388 sq ft）   |
| 6人單位    | 5-6人     | 35至40 m2（380至430 sq ft）     |
| 7人單位    | 6人或以上 | 41.2至44.8 m2（443至482 sq ft） |
| 8人單位    | 6人或以上 | 38.8至45.2 m2（418至487 sq ft） |
| 10人單位   | 7人或以上 | 53.7至58.2 m2（578至626 sq ft） |

### 「住宅發售計劃」出售部份
出售單位面積介乎於602至919 sq ft（55.9至85.4 m2）之間，間隔分為兩房兩廳、三房兩廳及三房兩廳連主人套房，部份單位更連同天台及平台出售。當中的家榮樓設計採用類似出租屋邨的中央走廊長條形設計，並於各單位設有露台，是本邨現時唯一一幢具有露台設備的「住宅發售計劃」大廈。家盛樓及家安樓以則以私人樓宇的一層八伙式設計，而家定樓因遷就舊啟德機場高度限制線，一層只有六伙，其中F單位的其中一隻角更要成撇角設計。
2010年7月28日家維邨8座家安樓20樓A室，1993年2月建成入伙，面積754 sq ft（70.0 m2），3房間隔，以458萬元(包補地價)的超高價成交，呎價達6,074元，壓倒大角嘴富榮花園創出的（6,030元）呎價紀錄，創九龍居屋呎價新高。原業主於1994年2月以176.4萬元向房協以一手購入，估計補地價需約120萬元，扣除成本，仍可獲利約150萬元

### 歷代樓宇
| 樓宇名稱 | 落成年份    | 拆卸年份  | 層數 | 重建後原地所屬的樓宇 | 安置屋邨 |
| -------- | ----------- | --------- | ---- | -------------------- | -------- |
| A座      | 1955-1958年 | 1987年3月 | 6    | 家義樓 家廉樓        |          |
| B座      | 1955-1958年 | 1990年    | 6    | 家盛樓 家安樓 家定樓 |          |
| C座      | 1955-1958年 | 1990年    | 6    | 家盛樓 家安樓 家定樓 |          |
| D座      | 1955-1958年 | 1983年    | 6    | 家禮樓舊翼           |          |
| E座      | 1955-1958年 | 1990年    | 6    | 家榮樓               |          |
| F座      | 1955-1958年 | 1984年    | 6    | 家興樓 家邦樓        |          |
| G座      | 1955-1958年 | 1984年    | 6    | 家興樓 家邦樓        |          |
| H座      | 1955-1958年 | 1987年3月 | 6    | 家榮樓               |          |
| I座      | 1955-1958年 | 1990年    | 6    | 家維邨公園           |          |

## 邨內設施

### 幼稚園
- 保良局林丁麗玲幼兒園暨幼稚園（1994年創辦，位於家安樓地下）[11]
- 保良局李徐松聲紀念幼稚園 （位於家盛樓地下）
- 家榮樓西南邊設有3所幼稚園、托兒所和紅磡公立診所（1980年代家維邨重建時已建圍牆分隔兩地）

### 小學
- 家安樓和家定樓的西鄰設有2所小學（1980年代家維邨重建時已建圍牆分隔兩地）

### 青年中心
- 香港青年協會 賽馬會紅磡青年空間（位於家興樓地下）

### 其他
- 家維邨停車場大樓
- 家維邨議會室（位於家義樓地下）
- 2004年，房協為家維邨出租部份的五幢大廈加裝鐵門，並自此一直提供24小時保安
- 2005年夏季起，原作雜物房的家維邨停車場大樓的一樓改作會所用途（實際上為私家室內體育場），是繼真善美邨後第二個擁有屋邨會所的公共屋邨。

## 商店
家維邨各座樓下均設有商店（家定樓除外），合稱「家維邨商場」。向馬頭圍道的一邊為兩層高商場。商舖分布如下：
- - 家禮樓：鑰匙製作店、兩家私家診所
  - 家義樓：OK便利店、家維中藥店、1+1補習中心、百佳超級市場
  - 家廉樓：電器店、書店、麥當勞、日本城
  - 家興樓：麥當勞、大快活、成衣服飾店、私家診所兩間
  - 家邦樓：辦館、祭祀用品店、糖水店、東洋日本料理
  - 家榮樓：乾洗店

商場向馬頭圍道的一邊於2017年9月進行翻新，除大快活外其他商場暫停營業或結業。商場於2017年12月局部開放上層，及改名為「家維商場Ka Wai Plaza」。港鐵特惠站曾設於商場上層近家義樓，在商場翻新前搬到佛光街入口旁。
已關閉
- 廣南KK超級市場（2001年6月20日集團結業，現為百佳超級市場）
- 惠康超級市場（2008年9月29日結束，現為百佳超級市場）
- 佳寶食品超級市場（約2016年結束，現為百佳超級市場）
- 美佳麵包店（曾名美鮮麵包店，由於衛生一直欠佳和人流不足於2006年結業）
- 車厘哥夫餅店（早期原址於家邦樓樓下（現為一家辦館），約2002年遷至家廉樓樓下，直至2005年結業）
- 優質乾洗會
- 文具店
- 波士頓教育中心
- 通寶行百貨（於2017年9月隨商場翻新而結業）